# Los Gladiolos
Los Gladiolos es un barrio de la ciudad de Santa Cruz de Tenerife (Canarias, España), que se encuadra administrativamente dentro del distrito de Salud-La Salle.
El barrio, que se puede dividir en los núcleos de Los Gladiolos y Cepsa-Divina Pastora, está formado por treinta y tres bloques de viviendas de protección oficial separados entre ellos por zonas ajardinadas y calles peatonales.

## Características
Los Gladiolos queda delimitado de la siguiente manera; desde su vértice noroeste ubicado en la unión de la avenida de Benito Pérez Armas con la calle de Simón Bolívar, sigue el límite por el eje de esta última hacia el suroeste hasta la calle de Timanfaya. Desde aquí, sigue por el cauce del barranco del Hierro dirección este hasta tomar el eje de la calle de Elisa González de Chávez, que sigue hasta la Autopista del Norte TF-5. Desde este punto sigue esta vía un tramo hasta tomar la carretera Acceso Autopista TF-5, y de aquí por la avenida de Benito Pérez Armas hasta el punto de partida. Los núcleos de Los Gladiolos y Divina Pastora quedan separados por la calle de Valle Inclán.
Se encuentra a unos 3 kilómetros del centro de la ciudad, a una altitud media de 98 m s. n. m. y abarca una superficie de 0,4 km².
El barrio se caracteriza por la concentración de dotaciones públicas de enseñanza como los Institutos de Enseñanza Secundaria —IES— Andrés Bello, Teobaldo Power, Poeta Viana, Los Gladiolos y Benito Pérez Armas, y los colegios Los Verodes y colegio Los Dragos. Cuenta además con varias plazas públicas y parques, una iglesia dedicada a San Alfonso María de Ligorio, así como la Iglesia Cristiana Evangélica, el centro de salud Los Gladiolos, una estación gasolinera, cajeros automáticos, entidades bancarias, farmacias, comercios, bares, parques infantiles, etc. Aquí se encuentran además una comisaría de la Policía Nacional, una delegación del parque móvil del Estado, el dentro inserción social Mercedes Pinto, el centro de día Isidro Rodríguez Castro, el albergue municipal de Santa Cruz de Tenerife y el centro sociocultural Azorín. El barrio también cuenta con la Zona Deportiva Los Gladiolos, que posee canchas y un terrero de lucha, y con un campo municipal de fútbol.

## Historia
Los Gladiolos surge a mediados del siglo xx al impulsarse la construcción de las primeras barriadas como La Candelaria o José Antonio. Estos bloques de viviendas debían albergar a los trabajadores y sus familias que trabajaban en la cercana Refinería de Cepsa.

## Demografía
| Año        | 2005  | 2006  | 2007  | 2008  | 2009  | 2010  |
| ---------- | ----- | ----- | ----- | ----- | ----- | ----- |
| Habitantes | 9.985 | 9.395 | 9.139 | 9.026 | 8.765 | 8.681 |

## Fiestas
Las Gladiolos celebra sus fiestas en honor a San Alfonso María de Ligorio y a San Pompilio Pirrotti a principios de agosto.

## Transporte público
El barrio posee una parada de taxi en la calle de Ganivet.
En guagua queda conectado mediante las siguientes líneas de Titsa: 
| Línea | Trayecto                                                                           | Recorrido     |
| ----- | ---------------------------------------------------------------------------------- | ------------- |
| 232   | Santa Cruz - El Cardonal - La Gallega                                              | Horario/Línea |
| 238   | Santa Cruz - San Matías (por Chamberí)                                             | Horario/Línea |
| 903   | Bº La Alegría - Muelle Norte - Ramblas - Chamberí - Cementerio - Moraditas de Taco | Horario/Línea |
| 905   | Muelle Norte - Barrio de Ofra (Las Retamas)                                        | Horario/Línea |
| 906   | Intercambiador - Barrio La Salud (Cuesta Piedra)                                   | Horario/Línea |
| 908   | Intercambiador - Barrio de Ofra - Las Retamas - Intercambiador                     | Horario/Línea |
| 934   | Intercambiador - Taco - Santa María del Mar - Añaza - Intercambiador               | Horario/Línea |
| 936   | Intercambiador - Añaza - Santa María del Mar - Taco - Intercambiador               | Horario/Línea |

## Galería

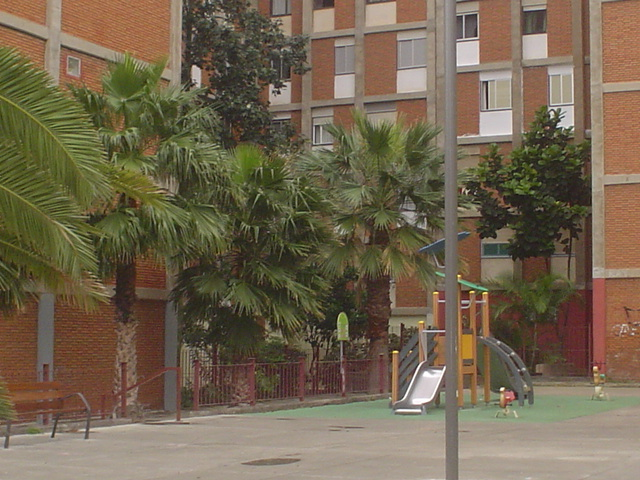
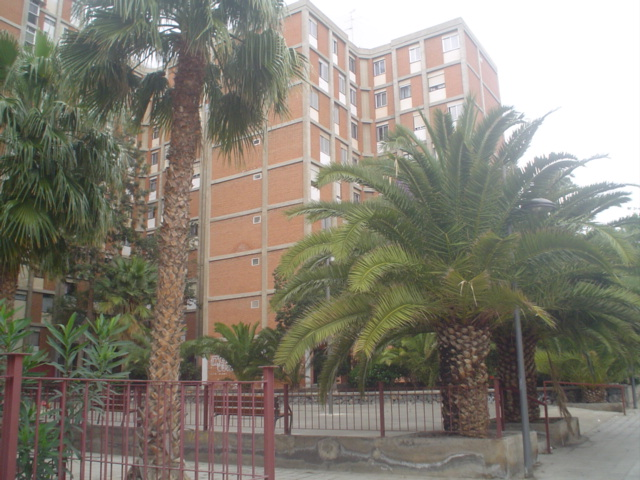
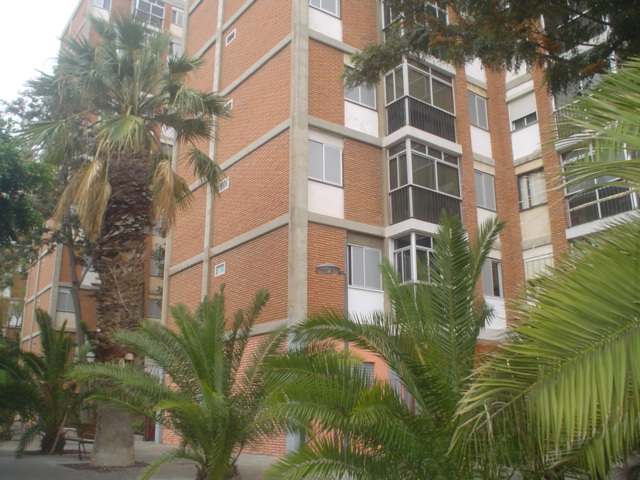
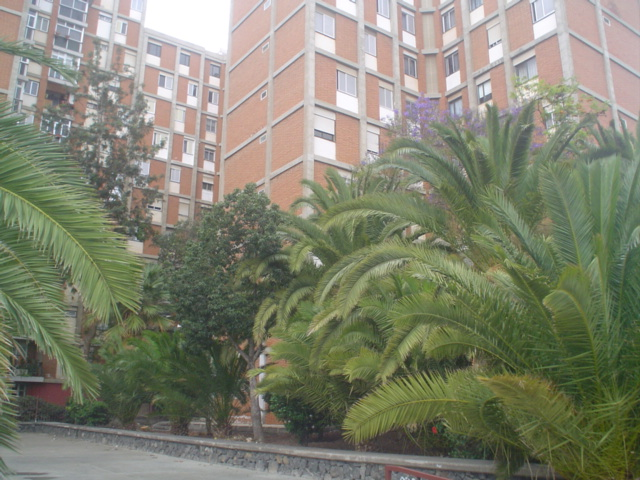